# Josef Orth
Josef Orth (20 maggio 1916 – ...) è stato un calciatore cecoslovacco, di ruolo difensore.